# النموذج الطبي
النموذج الطبي هو المصطلح الذي صاغه الطبيب النفسي R. D.Ling في كتابه «سياسة الأسرة ومقالات أخرى» (1971)، عن «مجموعة الإجراءات التي يتم فيها تدريب جميع الأطباء». ويشمل الشكوى والتاريخ والفحص البدني والاختبارات المساعدة إذا لزم الأمر والتشخيص والعلاج والتشخيص مع العلاج أو بدونه.
يجسد النموذج الطبي الافتراضات الأساسية حول الطب التي تدفع البحث والتنظير حول الصعوبات الجسدية أو النفسية على أساس السببية والعلاج.
يمكن أن يتناقض مع النماذج الأخرى التي تجعل الافتراضات الأساسية المختلفة. تشمل الأمثلة النموذج الكلي للحركة الصحية البديلة والنموذج الاجتماعي لحركة حقوق الإعاقة، بالإضافة إلى النماذج الحيوية النفسية الاجتماعية ونماذج التعافي من الاضطرابات النفسية. على سبيل المثال، تركز نظرية الارتباط المزدوج لجريجوري بيتسون على الفصام على الأسباب البيئية بدلاً من الأسباب الطبية. هذه النماذج ليست حصرية بشكل متبادل. النموذج ليس بيانًا للواقع المطلق أو نظام الاعتقاد بل أداة لمساعدة المرضى. وبالتالي، فإن المنفعة هي المعيار الرئيسي، وتعتمد فائدة النموذج على السياق.

## استخدامات أخرى

### في علم النفس
في علم النفس، يشير مصطلح «النموذج الطبي» إلى افتراض أن علم النفس المرضي هو نتيجة لبيولوجيا المرء، أي مشكلة جسدية / عضوية في هياكل الدماغ، الناقلات العصبية، الوراثة، نظام الغدد الصماء وما إلى ذلك، كما هو الحال مع الدماغ الرضحي الإصابة أو مرض الزهايمر أو متلازمة داون. النموذج الطبي مفيد في هذه المواقف كدليل للتشخيص والتشخيص والبحث. ومع ذلك، في معظم الاضطرابات النفسية، يؤدي الاعتماد الحصري على النموذج الطبي إلى فهم غير كامل، وكثيرًا ما يؤدي إلى تدخلات علاجية غير مكتملة أو غير فعالة. يعالج الدليل التشخيصي والإحصائي الحالي للاضطرابات العقلية (DSM-5) هذه النقطة جزئيًا، قائلاً: «ومع ذلك، في ظل عدم وجود علامات بيولوجية واضحة أو قياسات مفيدة سريريًا لشدة العديد من الاضطرابات النفسية، لم يكن من الممكن منفصلة تماما تعبيرات الأعراض العادية والمرضية الواردة في المعايير التشخيصية. هذه الفجوة في المعلومات تثير مشاكل خاصة في المواقف السريرية التي يكون فيها عرض أعراض المريض في حد ذاته (خاصة في الأشكال الخفيفة) مرضية بطبيعتها وقد تصادف في الأفراد الذين يتم تشخيصهم من» الاضطراب العقلي«سيكون غير مناسب».

### نظرية الأمراض الجرثومية
كان لظهور الطب العلمي الحديث خلال القرن التاسع عشر تأثير كبير على تطوير النموذج الطبي. من المهم بشكل خاص تطوير «نظرية الجراثيم» للمرض من قبل الباحثين الطبيين الأوروبيين مثل لويس باستور وروبرت كوخ. خلال أواخر القرن التاسع عشر وأوائل القرن العشرين، تم الكشف عن الأسباب المادية لمجموعة متنوعة من الأمراض، مما أدى بدوره إلى تطوير أشكال فعالة من العلاج.

## مفهوم «المرض» و «الإصابة»
إن مفهومي «المرض» و «الإصابة» أساسيان للنموذج الطبي. بشكل عام، يشير مصطلح «المرض» أو «الإصابة» إلى بعض الانحراف عن وظائف الجسم الطبيعية التي لها عواقب غير مرغوب فيها على الفرد المصاب. أحد الجوانب المهمة للنموذج الطبي هو أنه يعتبر العلامات (مؤشرات موضوعية مثل ارتفاع درجة الحرارة) والأعراض (مشاعر ذاتية من الضيق التي يعبر عنها المريض) مؤشرا على شذوذ جسدي كامن (علم الأمراض) داخل الفرد. وفقًا للنموذج الطبي، يجب توجيه العلاج الطبي، حيثما أمكن، إلى علم الأمراض الأساسي في محاولة لتصحيح الشذوذ وعلاج المرض. فيما يتعلق بالعديد من الأمراض العقلية، على سبيل المثال، الافتراض هو أن سبب الاضطراب يكمن في تشوهات داخل دماغ الفرد المصاب (خاصة كيمياء الأعصاب الدماغية). يحمل هذا الاستنتاج الضمني بأن السلوكيات المضطربة لا يتم تعلمها ولكن يتم توليدها تلقائيًا من الدماغ المضطرب. وفقًا للنموذج الطبي، لكي يكون العلاج (مثل الأدوية) فعالًا، يجب توجيهه بأكبر قدر ممكن إلى تصحيح الخلل الكيميائي النظري في دماغ المريض العقلي.

### أهمية التشخيص
التشخيص الصحيح (أي تصنيف علامات المرض والأعراض إلى مجموعات المرض المعنى) أمر ضروري للنموذج الطبي. يمكن لوضع علامات وأعراض المريض في فئة التشخيص الصحيحة أن:
1. تزويد الطبيب بمعلومات مفيدة سريريًا حول مسار المرض بمرور الوقت (تشخيصه)؛
2. أشر إلى (أو اقترح على الأقل) سببًا أو أسبابًا كامنة معينة للاضطراب؛ و
3. قم بتوجيه الطبيب إلى علاج أو علاج محدد للحالة. [بحاجة لمصدر]

على سبيل المثال، إذا قدم المريض لمقدم الرعاية الأولية مع أعراض مرض معين، عن طريق أخذ تاريخ شامل، وإجراء تقييمات (مثل التسمع والجس)، وفي بعض الحالات، طلب اختبارات تشخيصية يمكن لمقدم الرعاية الأولية إجراءها استنتاج معقول حول سبب الأعراض. بناءً على الخبرة السريرية والأدلة المتاحة، يمكن لأخصائي الرعاية الصحية تحديد خيارات العلاج التي يحتمل أن تكون ناجحة. [بحاجة لمصدر]

## جوانب مهمة أخرى
وأخيرًا، فإن الالتزام بالنموذج الطبي له عدد من العواقب الأخرى على المريض والمجتمع ككل، سواء كانت إيجابية أو سلبية:
1. في النموذج الطبي، كان يُنظر إلى الطبيب تقليديًا على أنه خبير، وكان يُتوقع من المرضى الامتثال للنصيحة. يفترض الطبيب موقفًا استبداديًا فيما يتعلق بالمريض. بسبب الخبرة المحددة للطبيب، وفقًا للنموذج الطبي، من الضروري والمتوقع. ومع ذلك، في السنوات الأخيرة، أدى التحرك نحو رعاية تتمحور حول المريض إلى مشاركة أكبر للمريض في العديد من الحالات.
2. في النموذج الطبي، قد يُنظر إلى الطبيب على أنه مهني الرعاية الصحية المهيمن، وهو الأخصائي المدرب على التشخيص والعلاج.
3. لا يجب تحميل المريض المريض المسؤولية عن الحالة. يجب عدم إلقاء اللوم على المريض أو وصمه.
4. تحت النموذج الطبي، حالة المرض للمريض ذات أهمية كبيرة. العوامل الاجتماعية والنفسية وغيرها من العوامل «الخارجية»، التي قد تؤثر على سلوك المريض، قد تحظى باهتمام أقل.